# MPPE
MPPE (Macro Porous Polymer Extraction) is een zeer effectieve waterzuiveringstechnologie die gebruikt wordt voor de verwijdering van opgeloste en gedispergeerde koolwaterstoffen uit water met een mogelijk verwijderingspercentage van 99,9999%. MPPE-systemen worden gebruikt voor de reiniging van offshore geproduceerd water, industrieel afvalwater, industrieel proceswater en grondwater.

## Het MPPE-proces
Vervuild water met koolwaterstoffen wordt door een kolom getransporteerd gevuld met MPPE-deeltjes. De MPPE-deeltjes zijn ronde bolletjes gevuld met een specifieke extractievloeistof. Deze vloeistof verwijdert koolwaterstoffen uit water. Alleen koolwaterstoffen met een hoge affiniteit voor de extractievloeistof worden verwijderd.
Het gezuiverde water kan opnieuw gebruikt of geloosd worden. Geregeld wordt de extractievloeistof geregenereerd door het strippen met lagedrukstoom. De gestripte koolwaterstoffen worden door condensatie en zwaartekracht gescheiden van water. De bijna 100% pure koolwaterstoffase kan uit het systeem gehaald worden en is klaar voor (her)gebruik of verwijdering. De gecondenseerde waterfase wordt gerecycled in het systeem. Door de aanwezigheid van twee kolommen is de mogelijkheid om simultaan te extraheren en regenereren. Een gemiddelde cyclus duurt een uur van extractie en een uur van regeneratie.